# Sparattanthelium atrum
Sparattanthelium atrum Pilg. – gatunek roślin z rodziny hernandiowatych (Hernandiaceae Blume). Występuje naturalnie w Kolumbii, Ekwadorze, Peru, Boliwii oraz Brazylii (w stanach Acre, Amazonas i Mato Grosso oraz w Dystrykcie Federalnym). 

## Morfologia
PokrójZimozielone drzewo lub krzew.
LiścieMają eliptyczny kształt. Mierzą 10–15 cm długości i 5,5–7,5 cm szerokości. Nasada liścia jest prawie sercowata. Liść na brzegu jest całobrzegi. Wierzchołek jest spiczasty. Ogonek liściowy jest nagi.
KwiatySą jednopienne lub obupłciowe, zebrane w owłosionych wierzchotki dwuramienne. Rozwijają się w kątach pędów.
OwocePestkowce.